# Perus damlandslag i volleyboll
Perus damlandslag i volleyboll (spanska: Selección femenina de voleibol del Perú) representerar Peru i volleyboll på damsidan. Laget tog silver vid VM 1982 och OS 1988. Det har traditionellt tillhört Sydamerikas bästa lag tillsammans med Brasilien. De har t.ex. vunnit sydamerikanska mästerskapet tolv gång. Sedan 1990-talet och framåt har de dock tappat något i konkurrenskraft.

### Fotnoter
1. 1 2 3 4 5 6 7 8 9 10 11 12 13 14 15 16 17 18 19 20 21 22 23 24 25 26 27 28 29 30 31 32 33  ”Ranking de todas las Competencias de Voleibol de Playa de la CSV” (på spanska). Confederación Sudamericana de Voleibol. http://www.voleysur.org/v2/resultados/rankingpiso.asp?c=MayoresFemenino. Läst 23 februari 2023.
2. ↑  Todor Krastev. ”Women Volleyball III World Championship 1960 Rio de Janeiro (BRA) 28.10-15.11 Winner Soviet Union” (på engelska). http://www.todor66.com/volleyball/World/Women_1960.html. Läst 29 juni 2024.
3. ↑  ”Olympedia”. https://www.olympedia.org/results/37114.
4. ↑  ”Olympedia”. https://www.olympedia.org/results/37251.
5. ↑  ”Olympedia”. https://www.olympedia.org/results/37314.
6. ↑  ”Olympedia”. https://www.olympedia.org/results/37377.
7. ↑  ”Olympedia”. https://www.olympedia.org/results/37454.
8. ↑  Todor Krastev. ”Women Volleyball VII World Cup 1995 Japan - 03-17.11 Winner Cuba” (på engelska). http://todor66.com/volleyball/World_Cup/Women_1995.html. Läst 29 juni 2024.
9. ↑  ”Olympedia”. https://www.olympedia.org/results/37610.
10. ↑  ”1998 VOLLEYBALL WORLD CHAMPIONSHIPSWOMEN'S RESULTS” (på engelska). https://web.archive.org/web/20151228144318/http://volleyball.org/worldchamp/1998/women_results.html. Läst 2 mars 2023.
11. ↑  ”Results” (på engelska). Panamerikanska sportorganisationen. https://www.panamsports.org/downloads/pdf/panamgames/1999-winnipeg-tomo-2-lq.pdf. Läst 28 juni 2024.
12. ↑  Todor Krastev. ”Women Volleyball VIII World Cup 1999 02-16.11 Japan +9GMT - Winner Cuba” (på engelska). http://todor66.com/volleyball/World_Cup/Women_1999.html. Läst 29 juni 2024.
13. ↑  ”Olympedia”. https://www.olympedia.org/results/37710.
14. ↑  ”Puerto Rico blanked Peru and finished fifth” (på engelska). North, Central America and Caribbean Volleyball Confederation. https://norceca.net/jUL.6-2006-Puerto%20Rico%20blanked%20Peru%20and%20finished%20fifth.htm. Läst 30 juni 2024.
15. ↑  ”FIVB Women's World Championship Japan 2006 - Final standings” (på engelska). Fédération Internationale de Volleyball. http://www.fivb.org/EN/volleyball/competitions/WorldChampionships/women/2006/Standings/Finals.asp. Läst 2 mars 2023.
16. ↑  ”VI Women´s Volleyball Pan-American Cup” (på engelska). North, Central America and Caribbean Volleyball Confederation. https://norceca.net/VI%20Women%C2%B4s%20Volleyball%20Pan-American%20Cup.htm. Läst 19 mars 2023.
17. ↑  ”Results Book” (på engelska). Brasiliens olympiska kommitté. sid. 3066. https://web.archive.org/web/20120704200834if_/http://www.cob.org.br/sobre_cob/relatorios_pan/pan_american_games_rio2007.pdf. Läst 28 juni 2024.
18. ↑  ”FIVB Women's World Cup 2007” (på engelska). Fédération Internationale de Volleyball. http://www.fivb.org/EN/volleyball/competitions/WorldCup/2007/Women/Standings/Standings.asp. Läst 26 februari 2023.
19. ↑  ”2008 Calendar VII Panam Cup” (på engelska). North, Central America and Caribbean Volleyball Confederation. https://www.norceca.net/2008_Calendar_%20VII%20Women%20Panam_Cup.htm.
20. ↑  ”VIII Pan-American Women’s Volleyball Cup 2009” (på engelska). North, Central America and Caribbean Volleyball Confederation. https://www.norceca.net/2009_Calendar_%20VIII%20Pan-American%20Women%E2%80%99s%20Volleyball%20Cup%202009.htm. Läst 16 mars 2023.
21. ↑  ”Calendar 2010 - IX Womens Volleyball Cup” (på engelska). North, Central America and Caribbean Volleyball Confederation. https://www.norceca.net/2010%20Events/IX%20Copa%20Panamericana%20Femenina/Calendar_2010_2010_%20IX%20Womens%20Volleyball%20Cup_ok.htm. Läst 15 mars 2023.
22. ↑  ”2010 FIVB Women's World Championship  -  Japan” (på engelska). Fédération Internationale de Volleyball. http://www.fivb.org/EN/Volleyball/Competitions/WorldChampionships/2010/Women/FinalStanding.asp?Tourn=MWCH2010. Läst 2 mars 2023.
23. ↑  ”Vorherige Rankings - Montreux Volley Masters 2019” (på tyska). Montreux Volley Masters. http://www.volleymasters.ch/de/history/ranking. Läst 7 mars 2023.
24. ↑  ”2011 Calendar X Pan American Women's Cup” (på engelska). North, Central America and Caribbean Volleyball Confederation. https://www.norceca.net/2011%20Events/X%20Pan%20American%20Women%E2%80%99s%20Volleyball%20Cup/2011%20Calendar%20X%20Pan%20American%20Women%C2%B4s%20Cup.htm. Läst 15 mars 2023.
25. ↑  ”Calendar 2012 XI Women's Pan American Cup” (på engelska). North, Central America and Caribbean Volleyball Confederation. https://www.norceca.net/2012%20Events/2012%20XI%20Women's%20Pan%20American%20Cup/Calendar%202012%20XI%20Women's%20Pan%20American%20Cup.htm. Läst 15 mars 2023.
26. ↑  ”Calendar 2013 XXI Women's Pan American Cup” (på engelska). North, Central America and Caribbean Volleyball Confederation. https://www.norceca.net/2013%20Events/XII%20Women%20Pan-Cup%202013/Calendar%202013%20XXI%20Women's%20Pan%20American%20Cup_peru.htm. Läst 15 mars 2023.
27. ↑  ”Calendar 2014 Women's Pan American Cup” (på engelska). North, Central America and Caribbean Volleyball Confederation. https://www.norceca.net/2014%20Events/Women%20Panacup%202014/Calendar%202014%20Women's%20Pan%20American%20Cup.htm. Läst 14 mars 2023.
28. ↑  ”FIVB Volleyball World Grand Prix 2014 -  Final standing - Group 2” (på engelska). Fédération Internationale de Volleyball. http://www.fivb.org/EN/volleyball/competitions/WorldGrandPrix/2014/FinalStanding2.asp. Läst 29 juni 2024.
29. ↑  ”Calendar 2015 XIV Women's Pan American Cup” (på engelska). North, Central America and Caribbean Volleyball Confederation. https://www.norceca.net/2015%20Events/2015%20XIV%20Senior%20Women%E2%80%99s%20Pan%20American%20Cup/Calendar%202015%20XIV%20Women's%20Pan%20American%20Cup.htm. Läst 14 mars 2023.
30. ↑  ”Tournament Standing - FIVB World Grand Prix 2015” (på engelska). Fédération Internationale de Volleyball. http://worldgrandprix.2015.fivb.com/en/finals-3/competition/final-standing. Läst 16 januari 2024.
31. ↑  ”Results and Ranking - Women's World Cup 2015” (på engelska). Fédération Internationale de Volleyball. http://worldcup.2015.women.fivb.com/en/competition/pools-and-ranking/round1#anchorRound%20Robin. Läst 26 februari 2023.
32. ↑  ”FIVB World Grand Prix 2016” (på engelska). Fédération Internationale de Volleyball. http://worldgrandprix.2016.fivb.com/en. Läst 7 mars 2023.
33. ↑  ”Calendar 2016 Women's Pan American Cup” (på engelska). North, Central America and Caribbean Volleyball Confederation. https://www.norceca.net/2016%20Events/Women%20PanAm%20Cup%20DOM%202016/Calendar%20P2-P3/Calendar%202016%20Women's%20Pan%20American%20Cup.htm.
34. ↑  ”CalendarXVI Women Panamerican Cup 2017” (på engelska). North, Central America and Caribbean Volleyball Confederation. https://www.norceca.net/2017%20Events/XVI%20Womens_PanAm%20Cup_%20PERU/P-2-3/CalendarXVI%20Women%20Panamerican%20Cup%202017.htm. Läst 14 mars 2023.
35. ↑  ”FIVB World Grand Prix 2017” (på engelska). Fédération Internationale de Volleyball. http://worldgrandprix.2017.fivb.com/en. Läst 7 mars 2023.
36. ↑  ”Women's Final Standing” (på engelska). Fédération Internationale de Volleyball. 16 maj 2019. https://web.archive.org/web/20190516075058/http://challengercup.volleyball.world/en/women/finalstanding. Läst 11 maj 2023.
37. ↑  ”XVII Women’s Pan American Cup 2018, Santo Domingo” (på engelska). North, Central America and Caribbean Volleyball Confederation. https://www.norceca.net/2018%20Events/XVII%20Women%20PanCup-2018/Calendar-P-2-3/Bulletins/Summary%20of%20Stats-WPANC18.pdf. Läst 14 mars 2023.
38. ↑  ”FIVB Women Challenger Cup 2019 - Results and Ranking Finals” (på engelska). Fédération Internationale de Volleyball. https://en.volleyballworld.com/en/volleyball/challengercup/2019/women/results%20and%20ranking/finals. Läst 11 maj 2023.
39. ↑  ”XVIII Women’s Pan American Cup 2019, Chiclayo & Trujillo, Peru” (på engelska). North, Central America and Caribbean Volleyball Confederation. https://www.norceca.net/2019%20Events/XVIII%20Women%20Pan-American%20Cup/Bulletins/Summary%20of%20Stats-WPANC19.pdf. Läst 14 mars 2023.
40. ↑  ”2022 Women’s Pan American Cup in Hermosillo, Mexico” (på engelska). North, Central America and Caribbean Volleyball Confederation. https://www.norceca.net/2022%20Events/XIX%20Women%20Pan-American%20Cup/Bulletins%20WSPAN22/Stats-WSPAN22.pdf. Läst 14 mars 2023.
41. ↑  ”Equipos - Femenino - Vóleibol  -  XII Juegos Suramericanos Asunción 2022” (på spanska). ODESUR. https://www.asu2022.org.py/torneo/esquema/1/torneo/1197. Läst 10 maj 2023.
42. ↑  ”XX Women Pan American Cup” (på engelska). North, Central America and Caribbean Volleyball Confederation. https://norceca.net/2023%20Events/XX%20Norceca%20Senior%20Women%20Pan%20American%20Cup/XX%20Women%20Pan%20American%20Cup.htm. Läst 24 februari 2024.
43. ↑  https://norceca.net/2024%20Events/Pan-Americans%20Cups/Women%20PanAmerican%20Cup%202024/XXI%20Women%20Pan%20American%20Cup%202024.htm
44. ↑  Senaste tillfället då någon kontrollerade att de inmatade tabelluppgifterna stämmer. Uppgifter kan ha matats in senare utan att kontrolleras av någon annan